# Semana Santa en Medina del Campo
La celebración de la Semana Santa en Medina del Campo es una fiesta declarada de Interés Turístico Internacional. En la actualidad cuenta con nueve cofradías penitenciales y aproximadamente 2800 cofrades, que participan en diecisiete desfiles procesionales.

## Historia
Las procesiones están documentadas en Medina del Campo desde 1411, año en que llegó a la villa San Vicente Ferrer, impulsado por Fernando de Antequera, señor de la misma y natural de ella.
Las cofradías o hermandades penitenciales comienzan a surgir en el siglo XVI. La cofradía de la Virgen de la Misericordia, conocida popularmente como la hermandad de los nazarenos, fue aprobada el 13 de junio de 1542.
Dos años después aparece la cofradía de la Vera Cruz (actualmente unida a la Oración del Huerto), que en 1588 construye su propio templo con hospital de pobres y corral de comedia. Participaba en la tarde del Viernes Santo en la "Procesión de los Pobres" con varios pasos de la iglesia de la Cruz.
Finalmente aparece en 1567 la cofradía de la Quinta Angustia de la Virgen (hoy Archicofradía de Nuestra Señora de las Angustias) que participaba con una procesión completa de la Pasión del Señor en la tarde del Viernes Santo, conocida popularmente como la "Procesión de los Ricos".
Tras un periodo de decadencia, las celebraciones penitenciales comienzan a resurgir a partir de 1941, como consecuencia de las misiones que se celebraron en la localidad. Es entonces cuando comienzan a fundarse nuevas cofradías, que finalmente son congregadas en 1983 en la Junta de Cofradías. Desde entonces se han ido incorporando nuevos pasos, como Cristo Resucitado, la Virgen de la Alegría o el Lavatorio, y se han creado y recuperado otras procesiones, como la de la Vera Cruz o El Encuentro.
Recientemente se ha ubicado en el Palacio Testamentario de Isabel I de Castilla un Centro de Documentación sobre la Semana Santa, que en 2011 se verá enriquecido con un nuevo espacio dedicado a la difusión e interpretación de la Semana de Pasión en España.

## Procesiones
Viernes de Dolores
La tarde del Viernes de Dolores tiene lugar la primera procesión que discurre por la villa, que parte de la colegiata de San Antolín. Está dedicada a la Virgen de las Angustias, patrona y alcaldesa perpetua de la misma, y es presidida por la corporación municipal bajo mazas. La imagen de la Virgen es una obra anónima del siglo XVI, custodiada en la citada colegiata.
Sábado de Pasión
Se lleva a cabo el traslado procesional desde la ermita de San Roque hasta la ermita del Amparo, del Nazareno de la Cruz, una pieza de escuela castellana perteneciente al siglo XVII.
Domingo de Ramos
El Domingo de Ramos tiene lugar la procesión de la Borriquilla, que parte de la colegiata de San Antolín por la mañana. El paso es una obra de Olot, realizada en 1945. Se completa la jornada con la peregrinación del Santísimo Cristo del Amor, una obra anónima del siglo XVI, que procede de la iglesia de los Padres Carmelitas, y la meditación de las Siete Palabras, que inicia su recorrido en la iglesia de la Inmaculada Concepción.
Lunes Santo
A las nueve desde el convento de las MM carmelitas se inicia la procesión de la Sentencia, en la que Cristo preso (Ricardo Flecha, 1990) atraviesa las calles de la villa hasta que llegar a los juzgados donde se produce la lectura de la sentencia.
Entrada la noche, tienen lugar los Rosarios de Penitencia, en los que participa el Cristo de la Penitencia (anónimo, siglo XVI), custodiado en la iglesia de Santiago el Real. Se trata de una manifestación popular y silenciosa, destinada a hombres, siendo la que mejor guarda la idiosincrasia de las procesiones castellanas de antaño en Medina del Campo.
Martes Santo
En torno a las nueve de la noche tiene lugar, desde la Iglesia del convento de las Hermanitas de Ancianos Desamparados (Asilo), el rosario de las mujeres, portando a la virgen de la Esperanza (taller de belloso, 2010). Cuando el reloj de la colegiata marca las once de la noche tiene lugar el segundo rosario de hombres portando al cristo de penitencia.
Miércoles Santo
En la tarde del miércoles tiene lugar la procesión de las V Llagas de Cristo por el barrio de Santo Tomás, acompañado por los cofrades de la cofradía del Calvario.
El popular Viacrucis se desarrolla durante la noche, y tiene su punto de partida en la iglesia de San Miguel. En él participa un Cristo en la Cruz, obra anónima del siglo XVI que custodia la iglesia, que es alumbrado por los fieles durante su recorrido por el centro histórico de la localidad, realizando las catorce estaciones de penitencia.
Jueves Santo
Durante el Jueves Santo tienen lugar dos procesiones, la primera de ellas, la procesión de la Caridad, inicia su recorrido en la iglesia de Santiago el Real antes de caer la tarde. En ella participa el Santo Cristo de la Agonía, una obra de Domingo Beltrán fechada en 1565, acompañada de los cofrades de Nuestro Padre Jesús Atado a la Columna.
Finalmente tiene lugar poco antes de llegar la madrugada la procesión de la Vera Cruz, con la previa concentración de pasos en la plaza Mayor de la Hispanidad. Hasta ella llegan portados a hombros de sus cofrades los pasos de Lignum Crucis, anónimo del siglo XVII y procedente de la colegiata de San Antolín; el Crucificado de la Santa Vera Cruz, anónimo, del siglo XVI y custodiado en la ermita de San Roque; el Cristo Orante otra pieza anónima del XVI, del Convento de las Madres Agustinas; el Ecce Homo, obra de Luis Fernández de la Vega fechada en 1650 y procedente de la iglesia de los Padres Carmelitas; el Nazareno de la Cruz, de escuela castellana del XVII, de la ermita de San Roque; la Virgen de la Amargura, talla de Francisco Rincón (siglo XVI) que se custodia en la iglesia de Santo Tomás; el Cristo de Santa Clara, una pieza anónima del siglo XIV procedente del monasterio del mismo nombre; la piedad de barrientos (maestro de San Pablo de la moraleja, 1500); el Cristo Yacente de la Vera Cruz, anónimo del año 1600, también procedente custodiado por las Madres Agustinas;Nuestra Señora del Mayor Dolor, obra moderna de M.ª Jesús Merino (2005) ubicada en la colegiata de San Antolín
Caracterizada por el silencio de estas celebraciones castellanas, las imágenes son alumbradas por los faroles que portan los pobres, hasta llegar nuevamente a la plaza Mayor, cuando tiene lugar el canto del Miserere. Se trata de una recuperación de la procesión de los Pobres que realizaba en el siglo XVI la cofradía de la Vera Cruz.
Viernes Santo
Ya en la madrugada, la cofradía del Descendimiento traslada el Cristo de Santa Clara desde la iglesia de San Miguel hasta el monasterio de Santa Clara, realizando durante el recorrido por el barrio de la Mota diversos actos penitenciales, conformando así la procesión de Sacrificio, una de las tres que tienen lugar el día de Viernes Santo.
Al llegar la noche comienza la del Silencio, tan popular en Castilla. A ella acuden todas las cofradías con sus pasos, congregados en la plaza Mayor de la Hispanidad. En ella se concentran el Lignum Crucis, el Lavatorio, obra de Mariano Nieto en 1989; la Oración del Huerto, pieza anónima del XVI que se conserva en el convento de las Madres Agustinas; Nuestro Padre Jesús Atado a la Columna, obra de Domingo Beltrán fechada en 1565 custodiada en la iglesia de Santiago el Real; Nuestro Padre Jesús Nazareno, el Cristo de la Agonía, también de Domingo Beltrán y ubicado en Santiago el Real; el Calvario, de Francisco Rincón, que se guarda en la iglesia de Santo Tomás; el Cristo de la Luz, de Juan Picardo (1554), el Descendimiento, obra de Francisco González Macías en 1954, que se custodia en la iglesia de San Miguel; Nuestra Señora del Mayor Dolor, Nuestra Señora de las Angustias, la Cruz Desnuda, de Ricardo Flecha en 1994 de Santiago el Real; el cordero de la redencon; el Cristo Yacente, atribuido al taller de Sebastián Ducete (siglo XVI) del convento de las Dominicas Reales; el Santo Sepulcro, del maestro de Covarrubias (siglo XVI) que se conserva en el mismo convento, y la Virgen de la Soledad.
Y a la 1 de la madrugada pone en marcha la procesión de la liberación que comenzó a salir en el año 2014, como protagonista cristo en brazos de la muerte.
Domingo de Resurrección
Los desfiles procesionales finalizan el Domingo de Resurrección, cuando tiene lugar el Encuentro entre Cristo Resucitado, obra de Mariano Nieto en 1990 que se guarda en el convento de las Dominicas Reales, y la Virgen de la Alegría, imagen de Manuel Romero en 1991, que procede de la colegiata de San Antolín, junto al Sepulcro Vacío, que realizó Francisco González Macías en 1953. Tras el encuentro en la plaza Mayor, inician la procesión todas las cofradías, con disparo de cohetes y suelta de palomas y globos, mientras las bandas de cornetas y tambores interpretan el Himno de la Alegría.

## Cofradías
En la actualidad son nueve las cofradías que participan en la Semana Santa medinense, procesionando un total de 33 pasos:
- Cofradía de la Oración en el Huerto y la Vera Cruz (1544), con sede en el convento de las Madres Agustinas. Procesiona los pasos:

Lignum Crucis (Anónimo, siglo XVII)
El Lavatorio (Mariano Nieto, 1989)
La Oración del Huerto (Anónimo, siglo XVI)
- Archicofradía de Nuestra Señora de las Angustias (1567), con sede en la colegiata de San Antolín. Procesiona los pasos:

Nuestra Señora de las Angustias (Anónimo, siglo XVI)
Nuestra Señora del Mayor Dolor (María Jesús Merino, 2005)
- Cofradía Penitencial de la Misericordia y Jesús Nazareno (1582), con sede en la ermita de San Roque. Procesiona los pasos:

Nuestro Padre Jesús Flagelado (Juan Picardo, 1554)
Nuestro Padre Jesús Nazareno de la Cruz (Anónimo, siglo XVII)
Nuestro Padre Jesús Nazareno de las Angustias (Francisco del Rincón, siglo XVI)
Santo Cristo de la Vera Cruz (Anónimo, siglo XVI)
Santo Cristo de la Paz (Juan Picardo, 1554)
- Cofradía del Santo Descendimiento del Señor (1941), con sede en la iglesia de San Miguel. Procesiona las siguientes imágenes:

Santo Cristo del Vía Crucis (Anónimo, siglo XVI)
Santo Cristo de Santa Clara (Anónimo, siglo XIV)
El Descendimiento del Señor (Francisco González Mecías, 1953)
- Cofradía de Nuestro Padre Jesús Atado a la Columna (1943), con sede en la iglesia de Santiago el Real, en el barrio del mismo nombre. Procesiona los siguientes pasos:

La Borriquilla (Taller de Olot, 1945)
Nuestro Padre Jesús Atado a la Columna (Domingo Beltrán, 1565)
Santo Cristo de la Agonía (Domingo Beltrán, 1565)
Santo Cristo de la Penitencia (Anónimo, siglo XVI)
La Cruz Desnuda (Ricardo Flecha, 1994)
- Real Cofradía del Santo Sepulcro (1943), con sede en el convento de las Dominicas Reales. Procesiona los pasos de:

El Ecce Homo (Luis Fernández de la Vega, 1650)
Santo Cristo del Amor (Anónimo, siglo XVI)
Cristo Yacente (Sebastián Ducete, siglo XVI)
El Santo Sepulcro (Cristo: Maestro de Covarrubias, siglo XVI; Urna: Francisco González Mecías, 1953)
- Cofradía de Nuestra Madre Santísima de la Soledad y Virgen de la Alegría (1985), con sede en la colegiata de San Antolín. Procesiona con los pasos:

Cristo Yacente de la Vera Cruz (Anónimo, 1600)
María Santísima de la Esperanza (Taller de Belloso, 2010)
Nuestra Madre Santísima de la Soledad (Anónimo, siglo XVI)
María Santísima de la Alegría (Manuel Romero, 1991)
- Cofradía de El Calvario (1993), con sede en la iglesia de Santo Tomás. Procesiona los pasos:

El Calvario (Francisco del Rincón, siglo XVI)
Santísimo Cristo Crucificado (Francisco del Rincón, siglo XVI)
María Santísima de la Amargura (Francisco del Rincón, siglo XVI)
- Cofradía Penitencial de Cristo en su Mayor Desamparo (2012), con sede en la ermita de Nuestra Señora del Amparo. Procesiona con los pasos:

Cristo Preso (Ricardo Flecha, 1990)
El Cordero de la Redención (Ricardo Flecha, 2016)
Santo Cristo en su Mayor Desamparo o en brazos de la Muerte (Ricardo Flecha, 2011)
Aparte de estos pasos, la Junta de Semana Santa se encarga de custodiar la talla de Nuestro Padre Jesús Resucitado (Mariano Nieto, 1990), que procesiona el Domingo de Resurrección.

## Costumbres gastronómicas
Como es habitual, la gastronomía que se degusta en Medina del Campo durante los días de Semana Santa se centra en el potaje de garbanzos y el bacalao, cocinado de diferentes maneras. En lo que respecta a los dulces, también son tradicionales las populares torrijas.
Además, es costumbre la tarde de Jueves Santo recorrer siete iglesias visitando al Santísimo en los altares preparados para ello; otra costumbre ligada a ella es la de recorrer siete mesones o tabernas, en las que es tradición beberse un vaso de limonada.